# Yamia baeri
Yamia baeri là một loài nhện trong họ Theraphosidae. Loài này phân bố ở Philippines.